# فیلم‌شناسی هامفری بوگارت
فیلم‌شناسی هامفری بوگارت (به انگلیسی: Humphrey Bogart filmography)
هامفری بوگارت (۱۹۵۷-۱۸۹۹) هنرپیشه فیلم آمریکایی در طول زندگی هنری خویش در ۷۵ فیلم ایفای نقش نمود
وی در سال ۱۹۵۱ برای بازی در فیلم "ملکه آفریقایی" برنده جایزه اسکار بهترین بازیگر نقش اول مرد شد

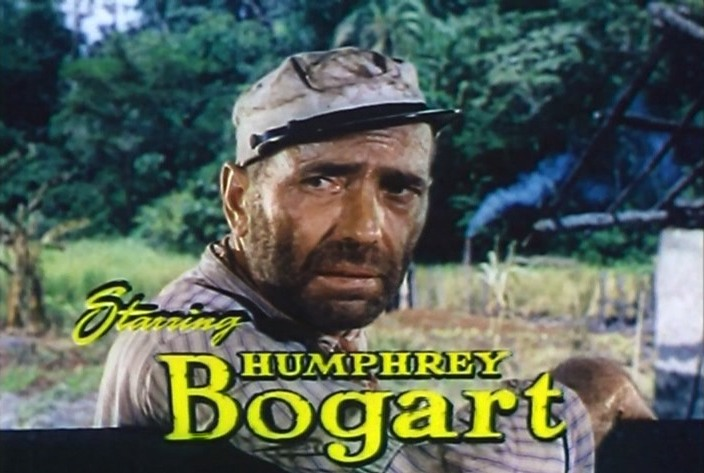
ملکه آفریقایی

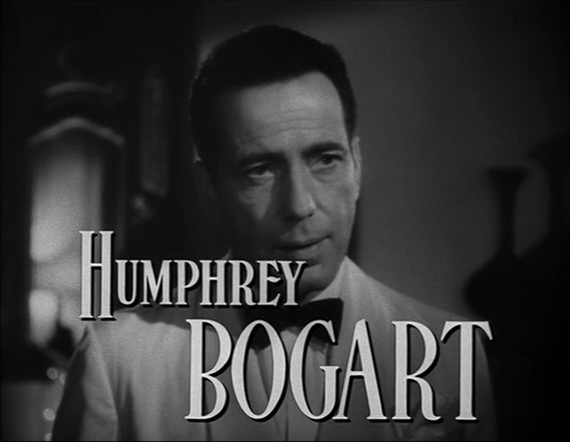
بوگارت در فیلم کازابلانکا

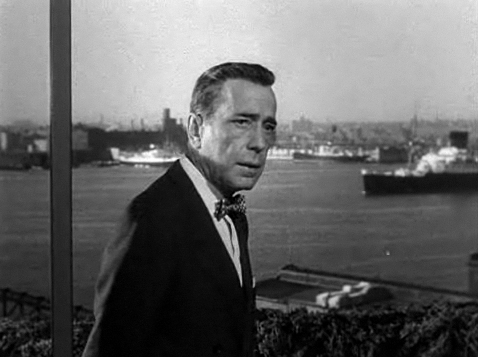
بوگارت در فیلم سابرینا

| سال ساخت | نام فیلم                        | کارگردان                     |
| -------- | ------------------------------- | ---------------------------- |
| ۱۹۲۸     | The Dancing Town                | ادموند لاورنس                |
| ۱۹۳۰     | Broadway's Like That            | آرتور هارلی                  |
| ۱۹۳۰     | بالای رودخانه                   | جان فورد                     |
| ۱۹۳۰     | شیطان با زنان                   | اروینگ کامینگز               |
| ۱۹۳۱     | جسم و روح                       | آلفرد سانتل                  |
| ۱۹۳۱     | خواهر خبیث                      | هوبرت هنلی                   |
| ۱۹۳۱     | یک ترور مقدس                    | اروینگ کامینگز               |
| ۱۹۳۱     | زنان همه ملت‌ها                  | رائول والش                   |
| ۱۹۳۲     | ماجرای عشقی                     | ثورنتون فریلند               |
| ۱۹۳۲     | نغمه‌های شهر بزرگ                | مروین لیروی                  |
| ۱۹۳۲     | سه نفر در یک مسابقه             | مروین لیروی                  |
| ۱۹۳۴     | نیمه‌شب                          | چستر ارسکین                  |
| ۱۹۳۶     | جنگل سنگی                       | آرچی مایو                    |
| ۱۹۳۶     | گلوله‌ها یا قرعه‌ها               | ویلیام کیلی                  |
| ۱۹۳۶     | دو نفر علیه دنیا                | ویلیام سی. مک گن             |
| ۱۹۳۶     | چاینا کلیپر                     | ری انرایت                    |
| ۱۹۳۶     | جزیره خشم                       | فرانک مک دانالد              |
| ۱۹۳۷     | لژیون سیاه                      | آرچی مایو                    |
| ۱۹۳۷     | اومالی کبیر                     | ویلیام دیترله                |
| ۱۹۳۷     | زن بدنام                        | لوید بیکن                    |
| ۱۹۳۷     | کید گالاهاد                     | مایکل کورتیز                 |
| ۱۹۳۷     | سن کوئنتین                      | لوید بیکن                    |
| ۱۹۳۷     | بن‌بست                           | ویلیام وایلر                 |
| ۱۹۳۷     | بازیرگ رزروی                    | تی گارنت                     |
| ۱۹۳۸     | با بانویت برقص                  | ری انرایت                    |
| ۱۹۳۸     | مدرسه جنایت                     | لوئیس سایلر                  |
| ۱۹۳۸     | مردان بسیار احمقند              | بازبی برکلی                  |
| ۱۹۳۸     | نابودکننده تبهکاران             | لوید بیکن                    |
| ۱۹۳۸     | دکتر کلیترهاوس عجیب             | آناتول لیتواک                |
| ۱۹۳۸     | فرشتگانی با چهره‌های کثیف        | مایکل کورتیز                 |
| ۱۹۳۸     | Swingtime in the Movies         | کرین ویلبر                   |
| ۱۹۳۹     | سلطان دنیای زیرزمینی            | لوئیس سایلر                  |
| ۱۹۳۹     | بچه اکلاهما                     | لوید بیکن                    |
| ۱۹۳۹     | تو با قتل نمی‌توانی فرار کنی     | لوئیس سایلر                  |
| ۱۹۳۹     | پیروزی سیاه                     | ادموند گولدینگ               |
| ۱۹۳۹     | دهه پرشور بیست                  | رائول والش                   |
| ۱۹۳۹     | بازگشت دکتر ایکس                | وینسنت شرمن                  |
| ۱۹۳۹     | اشتباه نامریی                   | لوید بیکن                    |
| ۱۹۴۰     | ویرجینیا سیتی                   | مایکل کورتیز                 |
| ۱۹۴۰     | همه به حقیقت پیوست              | لوئیس سایلر                  |
| ۱۹۴۰     | برادر ارکید                     | لوید بیکن                    |
| ۱۹۴۰     | آنها در شب راندند               | رائول والش                   |
| ۱۹۴۱     | سیرای مرتفع                     | رائول والش                   |
| ۱۹۴۱     | واگن‌ها شبانه رفتند              | ری انرایت                    |
| ۱۹۴۱     | شاهین مالت                      | جان هیوستون                  |
| ۱۹۴۲     | سرتاسر شب                       | وینسنت شرمن                  |
| ۱۹۴۲     | شلیک بزرگ                       | لوئیس سایلر                  |
| ۱۹۴۲     | گذر از اقیانوس آرام             | جان هیوستون                  |
| ۱۹۴۲     | کازابلانکا                      | مایکل کورتیز                 |
| ۱۹۴۳     | ماموریت در آتلانتیک شمالی       | لوید بیکن                    |
| ۱۹۴۳     | صحرا                            | زولتان کوردا                 |
| ۱۹۴۳     | از ستارگان خوشبخت خود تشکر کنید | زولتان کوردا                 |
| ۱۹۴۴     | گذرگاهی به سوی مارسی            | مایکل کورتیز                 |
| ۱۹۴۴     | داشتن و نداشتن                  | هاوارد هاکس                  |
| ۱۹۴۴     | I Am an American                | کرین ویلبر                   |
| ۱۹۴۵     | برخورد                          | کرتیس برنهارت                |
| ۱۹۴۶     | خواب ابدی                       | هاوارد هاکس                  |
| ۱۹۴۶     | دو تفنگ از میلواکی              | دیوید باتلر                  |
| ۱۹۴۷     | ناوبری کور                      | جان کرامول                   |
| ۱۹۴۷     | دو خانم کارول                   | پیتر گادفری                  |
| ۱۹۴۷     | گذرگاه تاریک                    | دلمر دیوز                    |
| ۱۹۴۸     | گنج‌های سیرامادره                | جان هیوستون                  |
| ۱۹۴۸     | کی لارگو                        | جان هیوستون                  |
| ۱۹۴۸     | همیشه با هم                     | فردریک دو کوردووا            |
| ۱۹۴۹     | هر دری را بزن                   | نیکولاس ری                   |
| ۱۹۴۹     | توکیو جو                        | استیوارت هایسلر              |
| ۱۹۵۰     | زنجیره آذرخش                    | استارت هایسلراستیوارت هایسلر |
| ۱۹۵۰     | در مکانی پرت                    | نیکولاس ری                   |
| ۱۹۵۱     | مجری                            | Bretaigne Windust            |
| ۱۹۵۱     | سیروکو                          | کرتیس برنهارت                |
| ۱۹۵۱     | ملکه آفریقایی                   | جان هیوستون                  |
| ۱۹۵۲     | حد مکانی، آمریکا                | ریچارد بروکس                 |
| ۱۹۵۳     | جاده بالی                       | هال واکر                     |
| ۱۹۵۳     | سیرک بزرگ                       | ریچارد بروکس                 |
| ۱۹۵۳     | شیطان را بران                   | جان هیوستون                  |
| ۱۹۵۴     | شورش کین                        | ادوارد دمیتریک               |
| ۱۹۵۴     | سابرینا                         | بیلی وایلدر                  |
| ۱۹۵۴     | کنتس پابرهنه                    | جوزف ال. منکیه‌ویچ            |
| ۱۹۵۵     | ما فرشته نیستیم                 | مایکل کورتیز                 |
| ۱۹۵۵     | ساعات ناامیدی                   | ویلیام وایلر                 |
| ۱۹۵۵     | دست چپ خدا                      | ادوارد دمیتریک               |
| ۱۹۵۶     | هر چه سخت‌تر به زمین می‌خورند     | مارک رابسون                  |